# Pavenstädt
Pavenstädt ist ein westlicher Stadtteil der ostwestfälischen Kreisstadt Gütersloh in Nordrhein-Westfalen.

## Geschichte

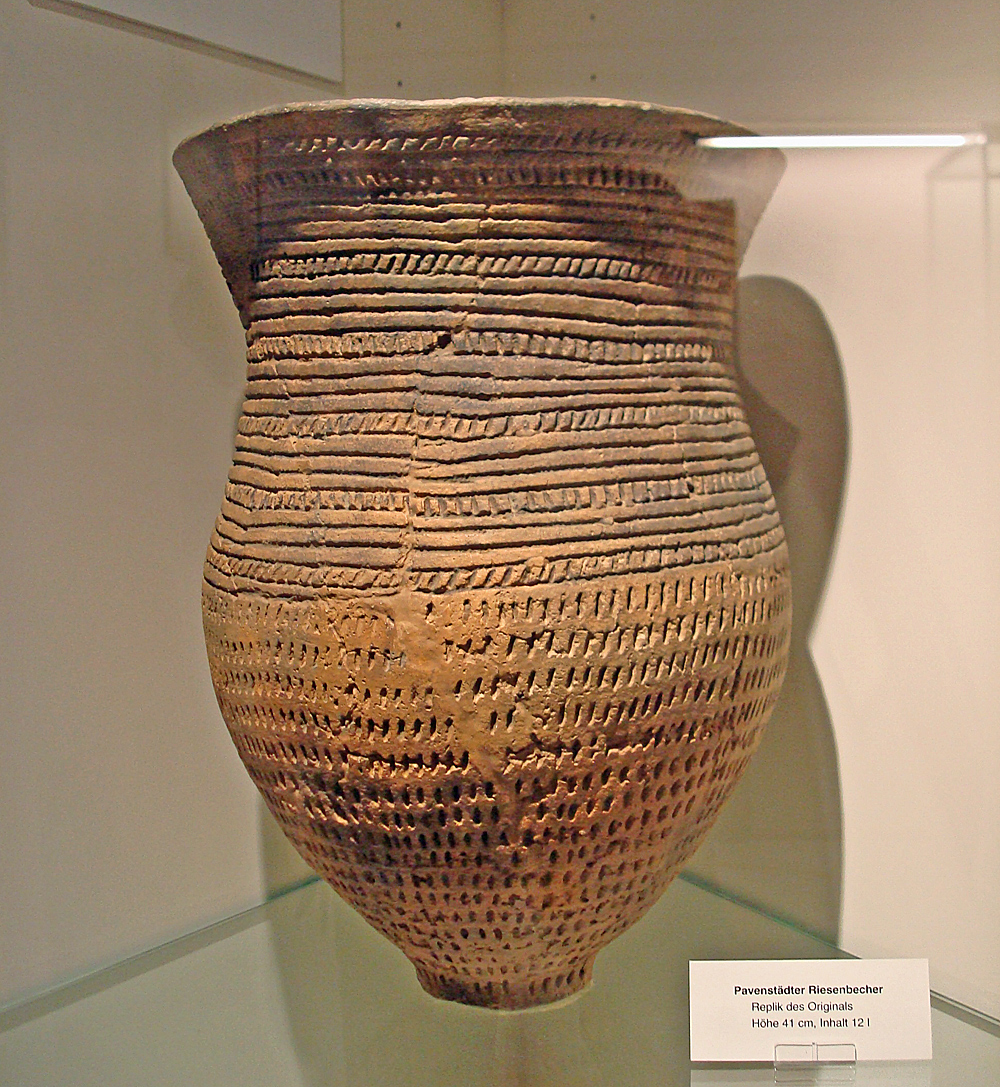
Pavenstädter Riesenbecher

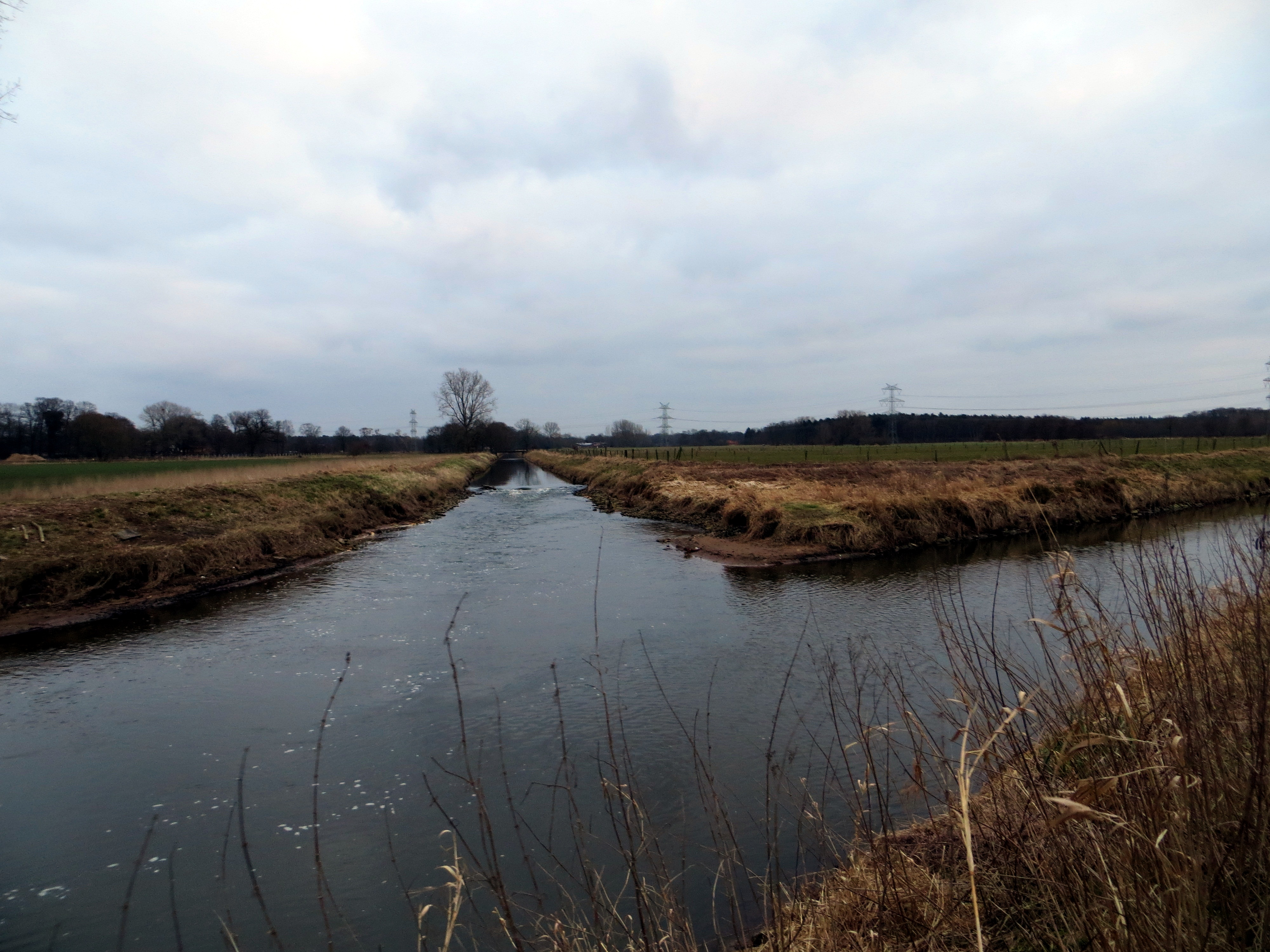
Mündung der Dalke in die Ems

Eines der ältesten Zeugnisse menschlicher Besiedlung im Stadtgebiet Gütersloh ist der „Pavenstädter Riesenbecher“, der auf das 17. Jahrhundert v. Chr. datiert wird und belegt, dass Pavenstädt bereits zu dieser Zeit besiedelt war. Der Becher aus gelbem, grobgemagerten, brüchig-mürben Ton ist 40 cm hoch und fasst 12 Liter. Ein vergleichbares Fundstück dieser Größe gibt es in Westfalen nicht. Der Pavenstädter Riesenbecher wurde 1951 im Mündungsgebiet von Dalke und Wapel gefunden und befindet sich heute im LWL-Museum für Archäologie, Herne. Eine Replik ist im Stadtmuseum Gütersloh zu sehen.
Erstmals urkundlich erwähnt wurde Pavenstädt um 1088 in der Herzebrocker Heberolle als „Padenstedi“. Der Name bedeutet Froschlaichstätte.
Die Bauerschaft Pavenstädt gehörte zur Herrschaft Rheda. Die Dalke bildete die Grenze zur Bauerschaft Kattenstroth und damit zum Amt Reckenberg, das zum Hochstift Osnabrück gehörte. Bis heute bildet der Fluss eine natürliche Grenze zwischen den heutigen Stadtteilen Pavenstädt und Kattenstroth.
1722 entstand der erste jüdische Friedhof in der Umgebung von Gütersloh. Der „Judenbrink“, auf dem bis 1866 Bestattungen vorgenommen wurden, befindet sich gegenüber dem heutigen Johannesfriedhof an der Herzebrocker Straße. Die wenigen erhaltenen Grabmale stehen unter Denkmalschutz.
Ab 1815 gehörte Pavenstädt zu Preußen, ab 1843 zur Gemeinde Gütersloh-Land, bevor diese am 1. April 1910 in die Stadt Gütersloh eingemeindet wurde.
1935 wurde z. T. auf Pavenstädter Gebiet mit dem Bau des Gütersloher Flugplatzes für die Luftwaffe der neugegründeten Wehrmacht begonnen. Der Abraum – hier befand sich die höchste eiszeitliche Düne Güterslohs – wurde für den Bau der Reichsautobahn (die heutige Bundesautobahn 2) verwendet. So wurde die Dünenlandschaft, die sogenannte Gütersloher Schweiz, nahezu vollständig zerstört.
Pavenstädt ist bis heute gerade im Norden und Westen des Gebiets landwirtschaftlich geprägt, wohingegen im Süden und Osten der Anschluss an die Gütersloher Kernstadt gelang. Dazu trug auch der Bau des 1997 fertiggestellten Gütersloher Kreishauses im Süden Pavenstädts bei.

## Baudenkmäler
Über ein Dutzend Einträge in der Denkmalliste der Stadt Gütersloh betreffen Objekte auf Pavenstädter Gebiet, darunter der alte und der neue Jüdische Friedhof, das Wappen der Grafen von Rheda an der Neuen Mühle sowie als einziges Bodendenkmal ein Siedlungsplatz aus der Jungsteinzeit bis vorrömischen Eisenzeit an der Herzebrocker Straße.

## Vereine
Der älteste Verein des Stadtteils ist der 1929 gegründete Schützenverein Pavenstädt (SVP), der fast 450 Mitglieder hat (Stand 2011). Sein Schützenfest, insbesondere das Kuhfladen-Roulette, hat sich zu einem festen Programmpunkt im Veranstaltungskalender Güterslohs entwickelt. Die Abteilung „Traditionelles und jagdliches Bogenschießen“ verfügt über einen eigenen Parcours.